# 바비큐 밥
바비큐 밥(Barbecue Bob, 1902년 9월 11일 ~ 1931년 10월 21일)은 초기 미국의 피드몬트 블루스 음악가였다. 그의 별명은 바비큐 식당에서 요리사로 일하는 것에서 유래되었다. 그가 찍은 두 장의 사진 중 하나는 그가 기타를 치고 흰색 앞치마를 입고 요리 모자를 쓰고 있는 모습을 보여준다.